# Otavi
 (décembre 2016).
Si vous disposez d'ouvrages ou d'articles de référence ou si vous connaissez des sites web de qualité traitant du thème abordé ici, merci de compléter l'article en donnant les références utiles à sa vérifiabilité et en les liant à la section « Notes et références ».
Otavi est une petite ville du centre-nord de la Namibie, située dans un district de la province d'Otjozondjupa. La population de ce district est de 11,620 habitants, selon le recensement de 2001.
Avec Tsumeb  au nord-est et Grootfontein à l’est d’Otavi, ces trois localités constituent le « triangle d'Otavi », également appelé « triangle du Maïs » ou « triangle d'or de Namibie », en raison de la culture intensive du maïs et du blé dans ce triangle. Ces trois villes sont situées à peu près à 60 km l'une de l'autre. La route entre Otavi et Grootfontein passe à travers la montagne d'Otavi qui est en fait une vallée[pas clair]. La ville minière de Kombat est située dans cette vallée, à mi-chemin entre Otavi et Grootfontein.
Le 1er juillet 1915, l'armée impériale allemande est défaite par les troupes sud-africaines à Otavi. Le 9 juillet, les Allemands capitulent près d'Otavi et signent la paix de Khorab. Un petit monument commémore cet événement à quelques kilomètres d'Otavi.